# Telekes
Telekes is een plaats (község) en gemeente in het Hongaarse comitaat Vas. Telekes telt 575 inwoners (2001).

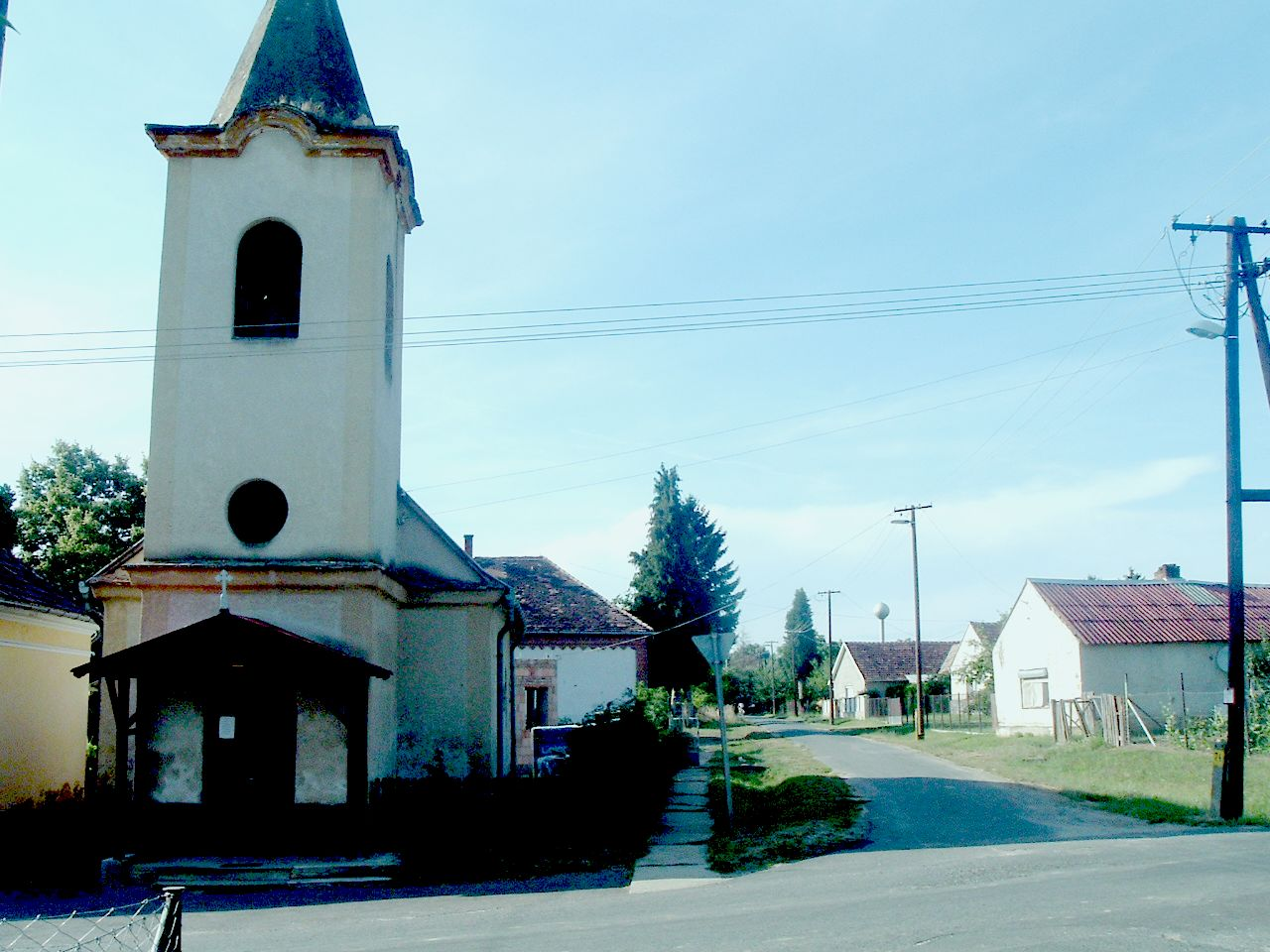
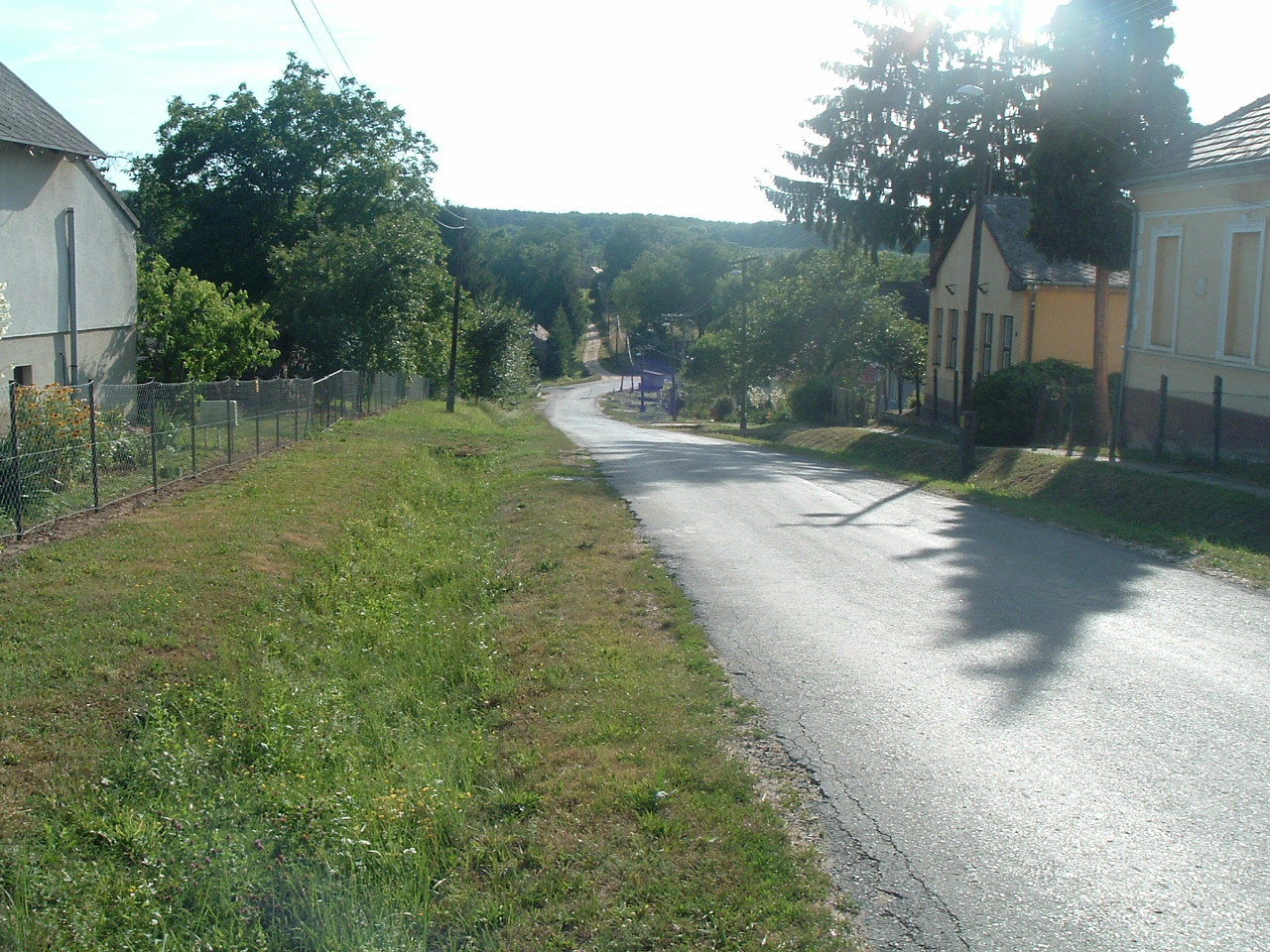